# Gocław (Mazovië)
Gocław is een plaats in het Poolse district  Garwoliński, woiwodschap Mazovië. De plaats maakt deel uit van de gemeente Pilawa en telt 805 inwoners.